# E372
La ruta europea E372 és una carretera que forma part de la Xarxa de carreteres europees. Comença a Varsòvia (Polònia) i finalitza a Lviv (Ucraïna). Té una longitud de 374 km. Té una orientació de nord a sud.